# Atilio García
Atilio García   (Junín, 26 d'agost de 1914 - Montevideo, 12 de desembre de 1973) fou un futbolista uruguaià, argentí de naixement, de la dècada de 1940.
Fou 6 cops internacional amb la selecció de l'Uruguai.
Pel que fa a clubs, defensà els colors de Nacional durant més d'una dècada. És el màxim golejador històric del futbol uruguaià amb 465 gols marcats en tornejos oficials, i segon màxim golejador del campionat uruguaià amb 208 gols en 210 partits.

## Palmarès
- Campionat uruguaià de futbol (8): 1939, 1940, 1941, 1942, 1943, 1946, 1947, 1950
- Torneo de Honor (8): 1938, 1939, 1940, 1941, 1942, 1943, 1946, 1948
- Campeonato Nocturno Rioplatense (1): 1938
- C. C. Grandes del Río de la Plata (1): 1938
- Copa Aldao (3): 1940, 1942, 1946
- Torneo Competencia (3): 1942, 1945, 1948

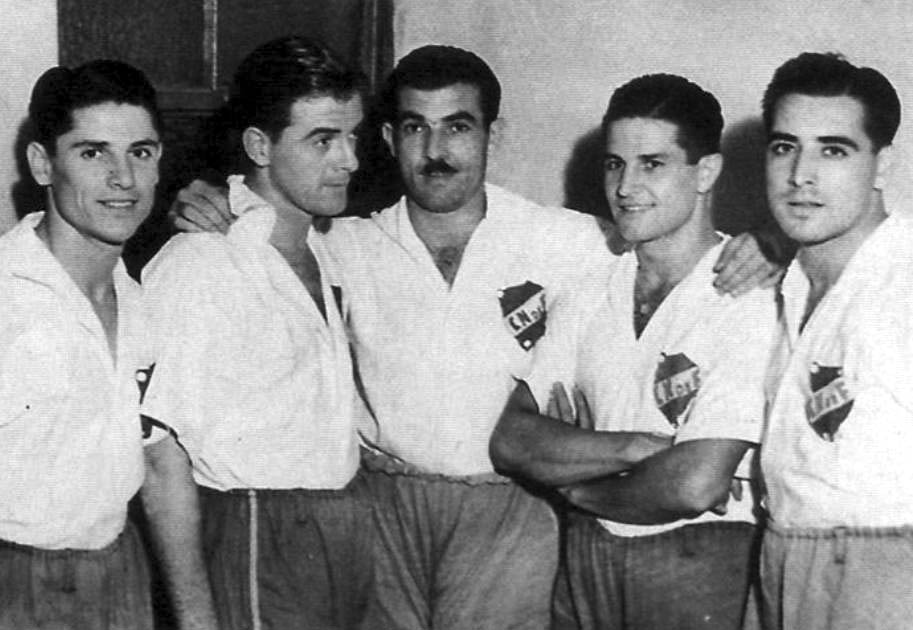
García amb els seus companys a la davantera de Nacional (1939-43).

- Copa del Atlántico (1): 1947